# Waterdwerghert
Het waterdwerghert (Hyemoschus aquaticus) is een evenhoevige uit de familie van de dwergherten (Tragulidae), het is de enige soort uit het geslacht Hyemoschus. 

## Kenmerken
De vacht is donker olijfbruin, met een patroon van witte vlekken op de rug, 1 tot 3 lengtestrepen over de flanken en banden op kin, keel en borst. Ze hebben een robuust lichaam, dat gedragen wordt door korte poten. Het is de grootste soort van de dwergherten met een lengte van ongeveer 80 cm, een staartlengte van 7,5 tot 17 cm lang en een gewicht van 10-12 kg. 

## Leefwijze
Dit solitaire dier leeft in wouden bij water en rust overdag in de dikke bodembegroeiing. Ze kunnen uitstekend zwemmen en duiken bij dreigend gevaar diep het water in. Zo ontkomen ze vaker aan landroofdieren, met dien verstande dat ze dan weer het risico lopen om door een krokodil te worden gegrepen. ’s Nachts komt het tevoorschijn om gras, bladeren, vruchten, insecten, vis en zelf kleine zoogdieren te eten.

## Voortplanting
Na een draagtijd van 6 tot 9 maanden wordt er één jong geboren.

## Verspreiding
Deze soort komt voor in de tropische wouden van Afrika, vooral in West- en Centraal-Afrika. 